# آلبرت بیرشتات
آلبرت بیرشتات (آلمانی: Albert Bierstadt; ۷ ژانویهٔ ۱۸۳۰ – ۱۸ فوریهٔ ۱۹۰۲) نقاش منظره‌نگار اهل آلمان بود که بیشتر چشم‌اندازهای غرب ایالات متحده آمریکا را نقاشی می‌کرد.

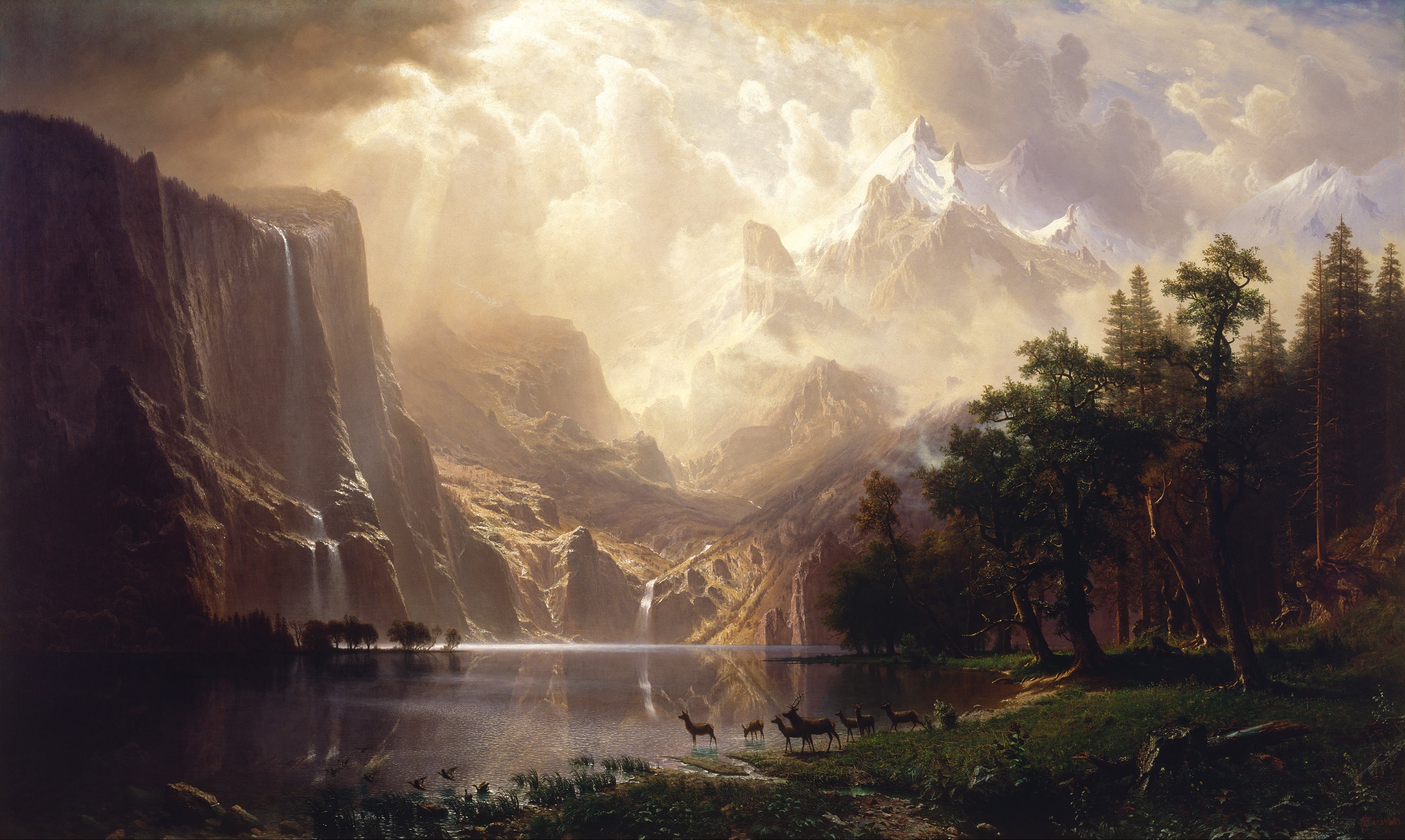
در سیرا نوادا، کالیفرنیا اثر آلبرت بیرشتات که در سال ۱۸۶۸ کشیده شده و در موزه اسمیتسونین نگهداری می‌شود.

## نگارخانه

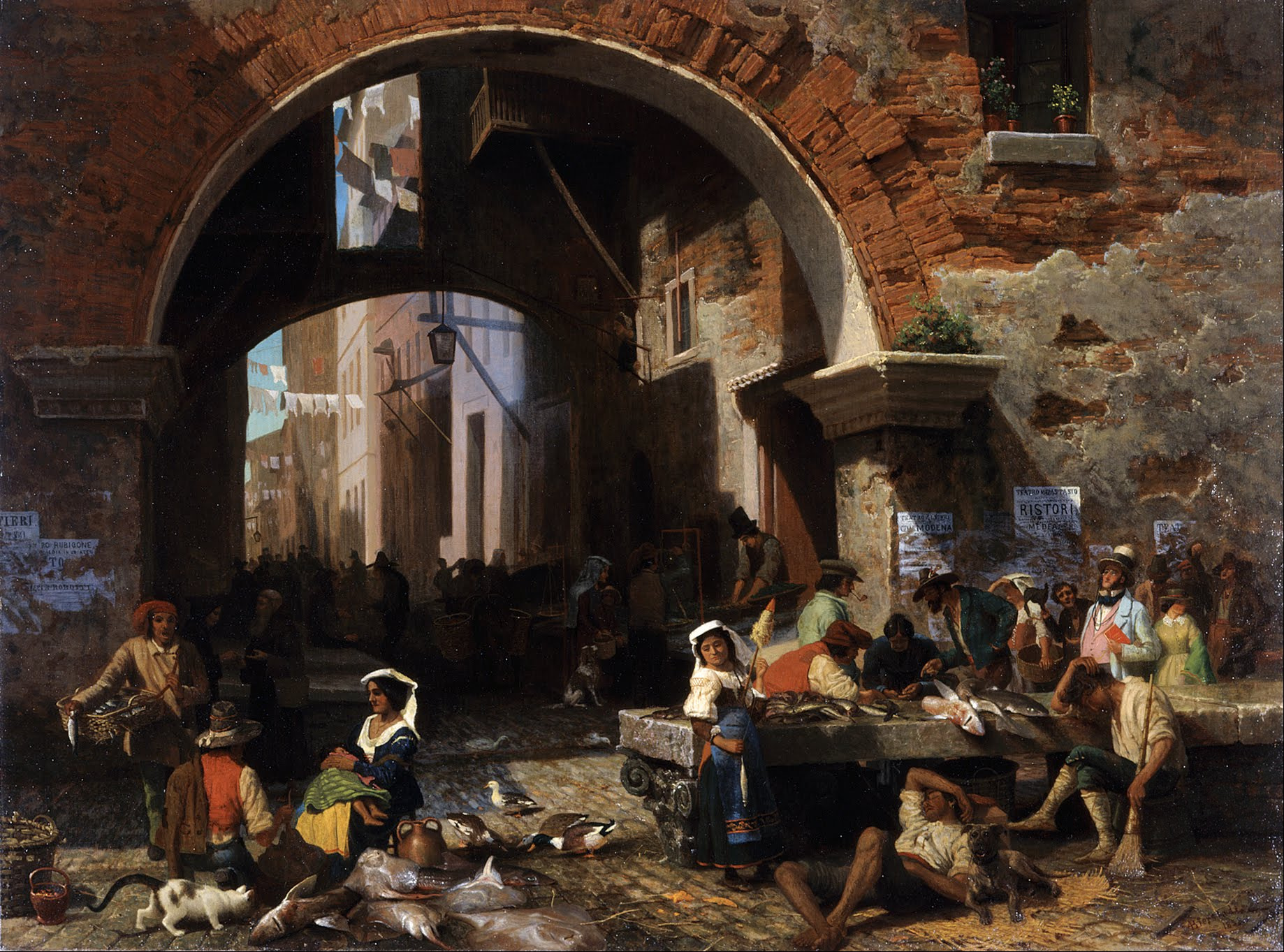
بازار ماهی رومی. طاق اکتاویوس. موزه د یانگ، سان فرانسیسکو، کالیفرنیا
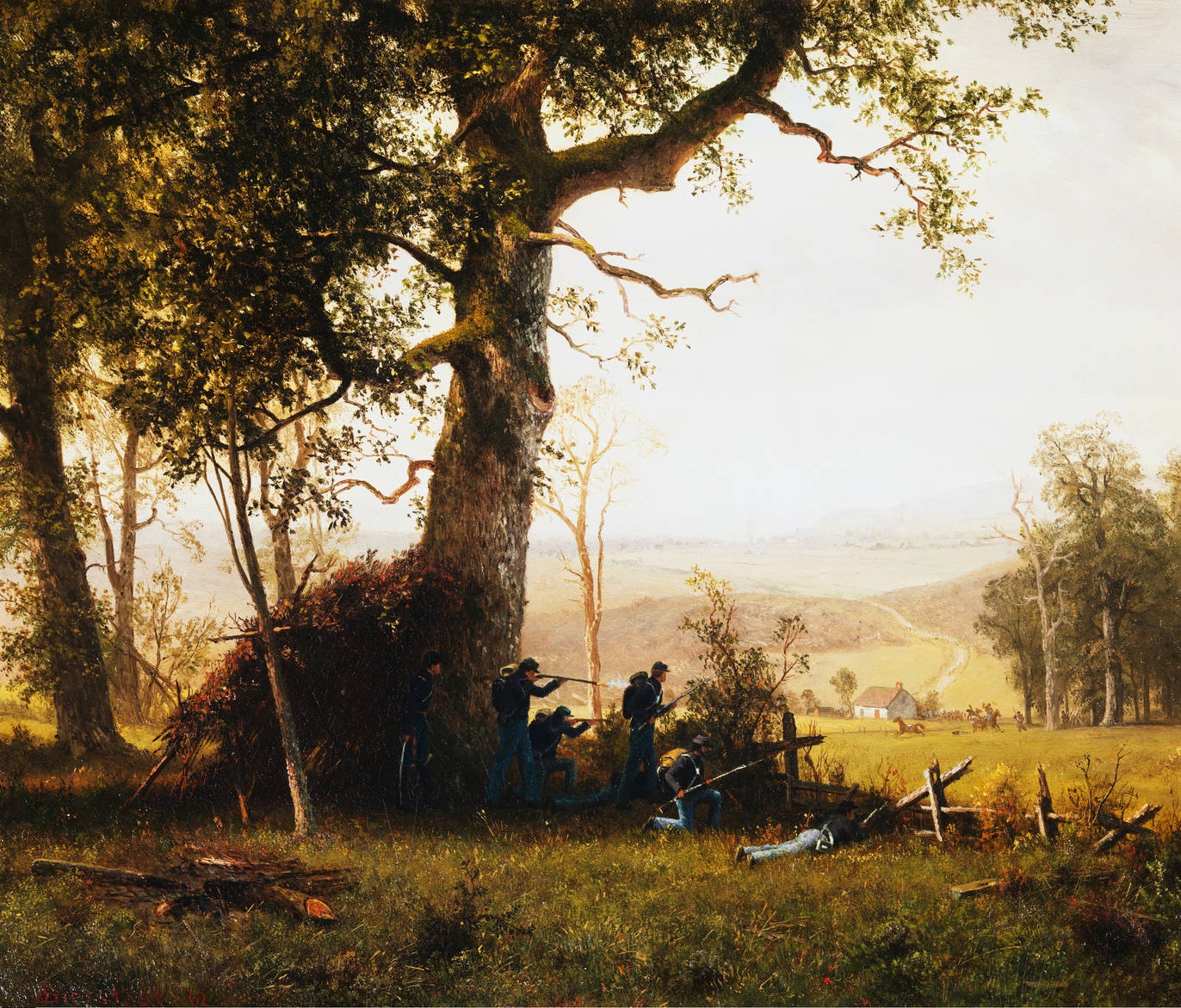
جنگ چریکی، جنگ داخلی توسط آلبرت بیستراد، ۱۸۶۲، انجمن قرن، نیویورک
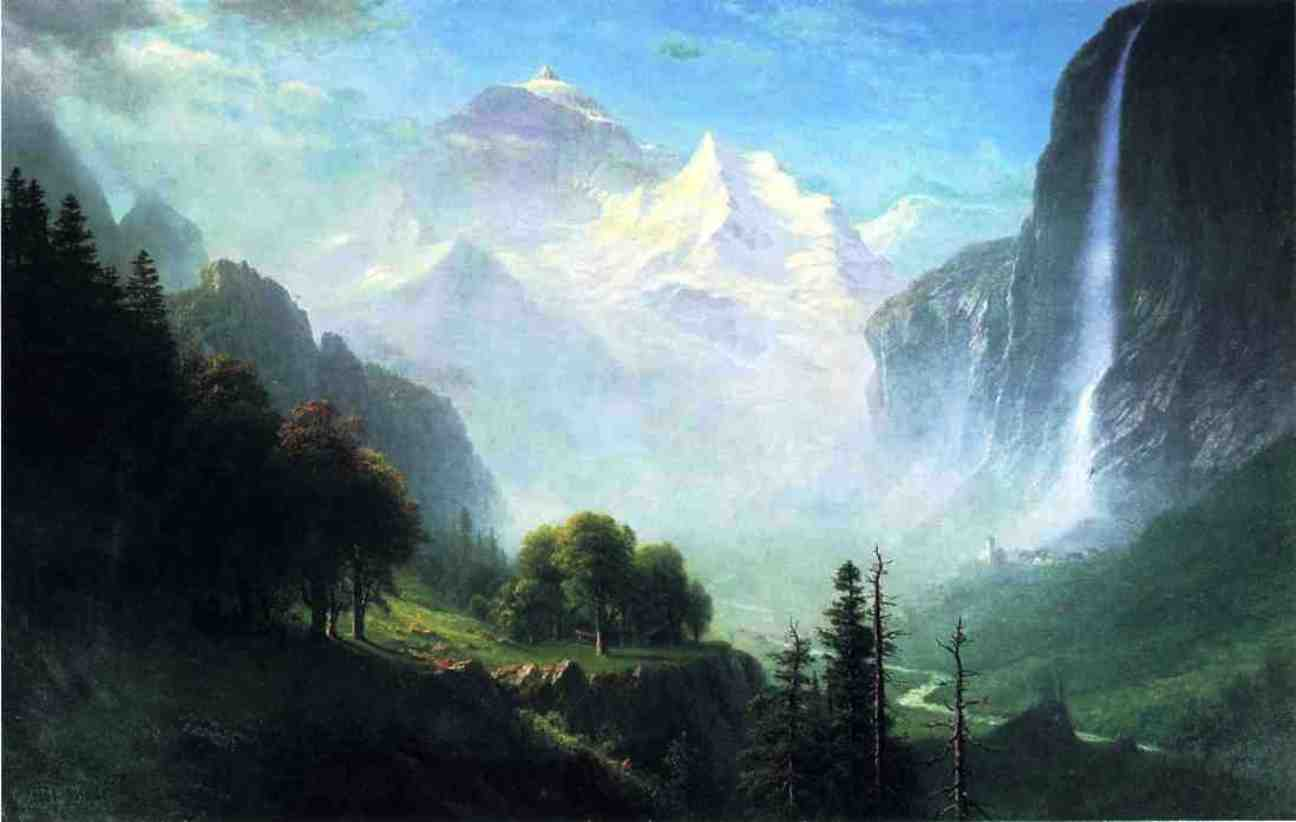
آبشار استوباک در نزدیکی لاوتربرونن، سوئیس، ۱۸۶۵
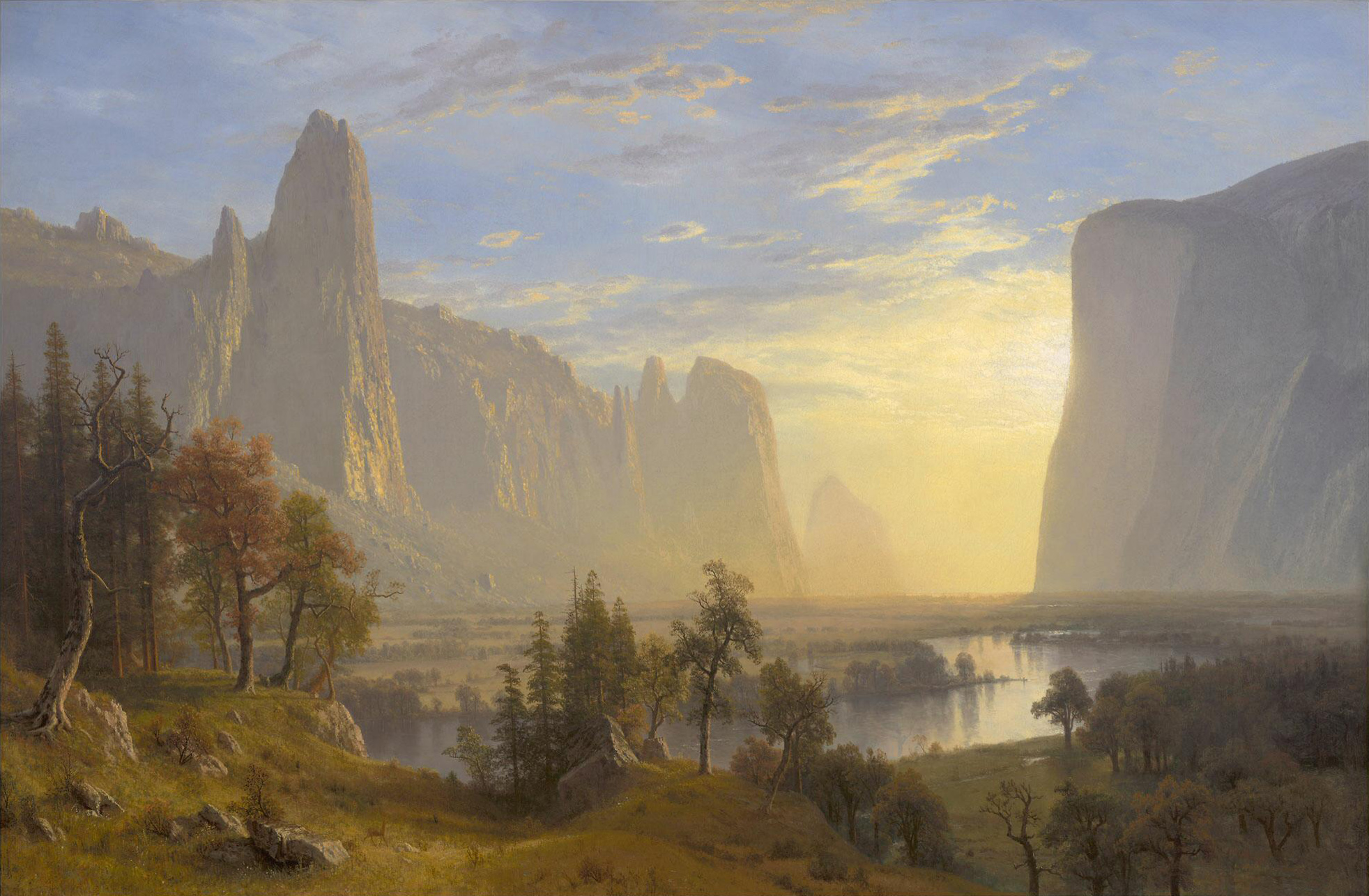
دره یوسمیتی، پارک یوسمیتی، حدود ۱۸۶۸، موزه اوکلند، اوکلند، کالیفرنیا
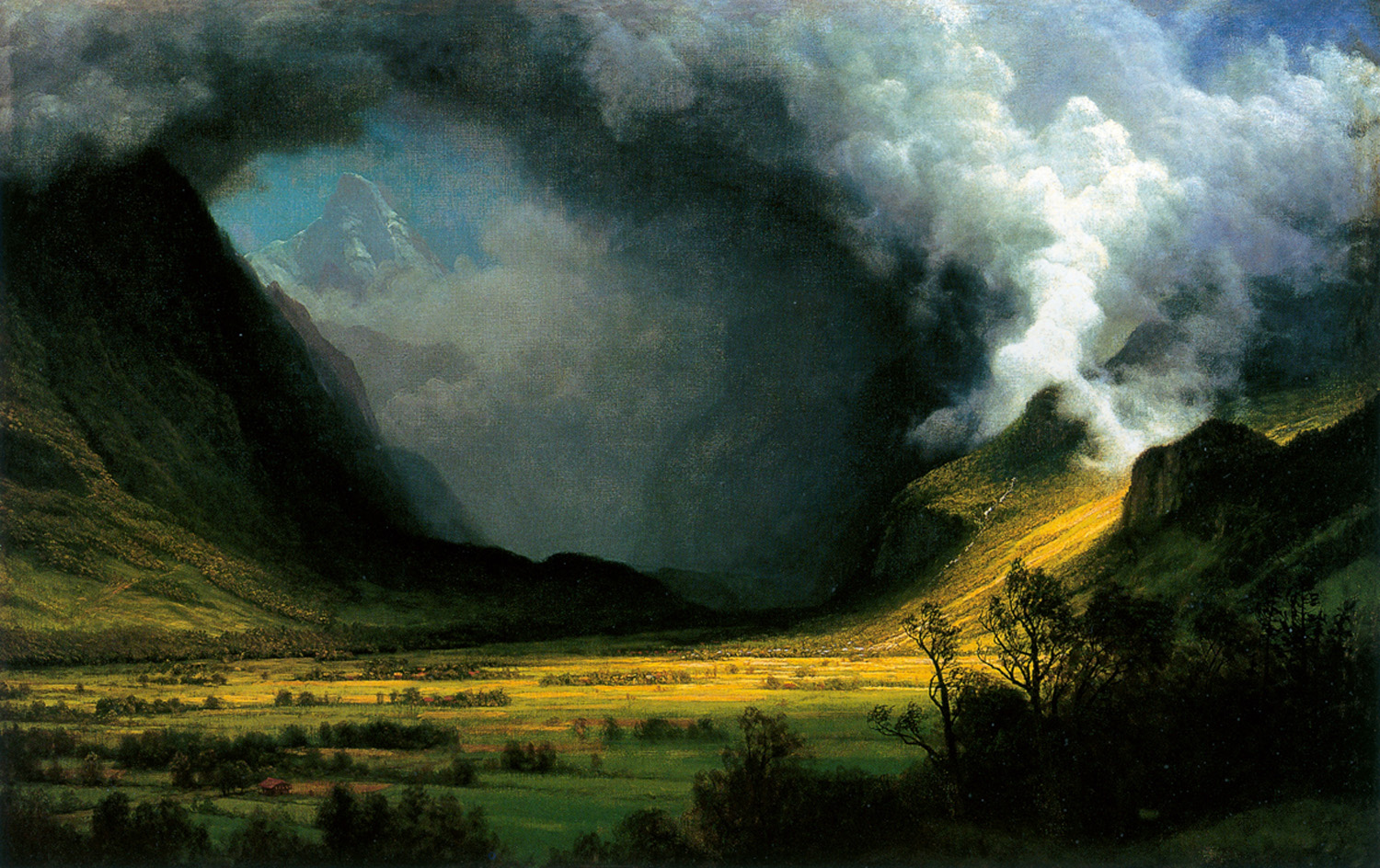
طوفان در کوهستان، حدود ۱۸۷۰، موزه هنرهای زیبا، بوستون
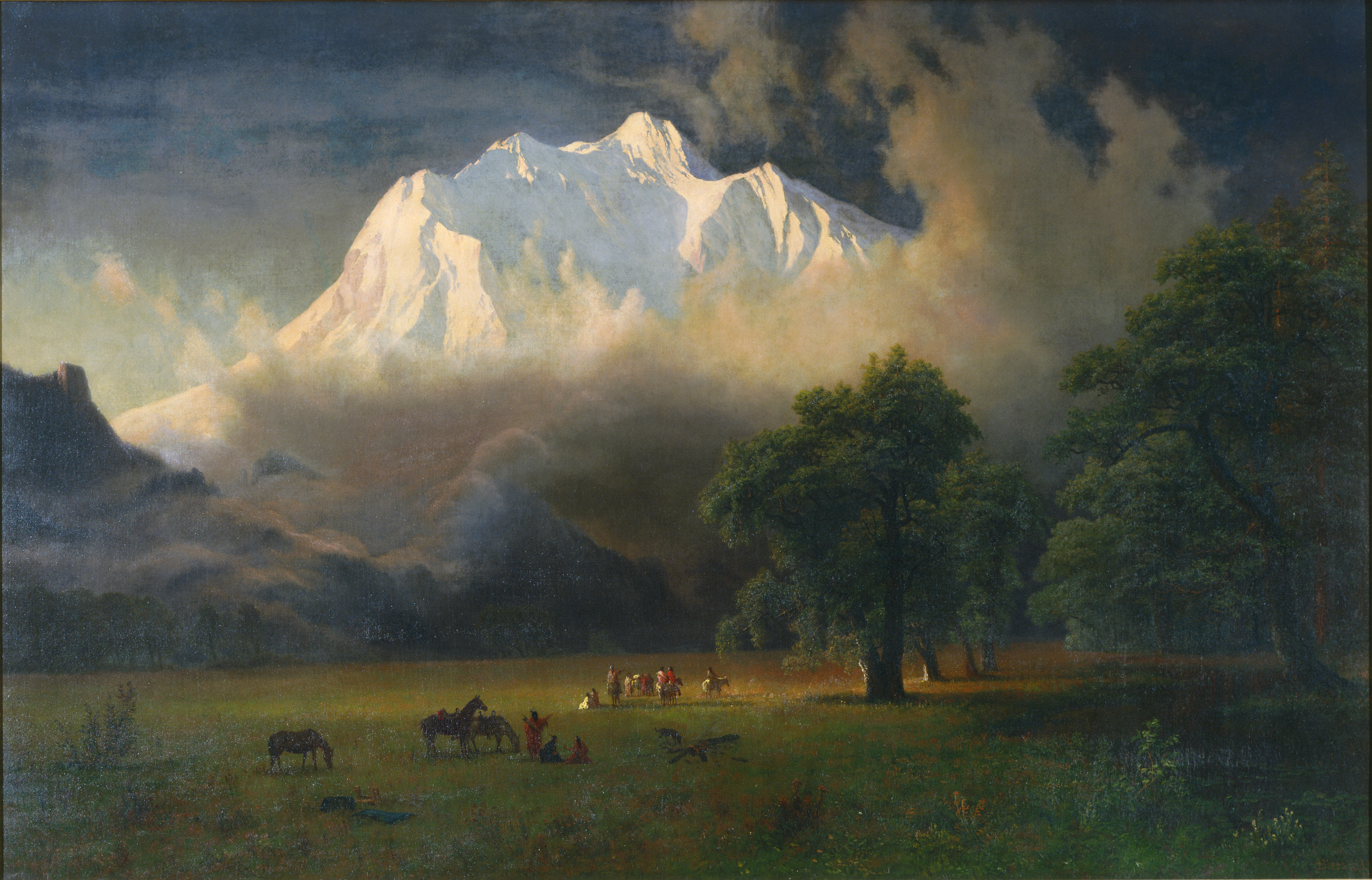
کوه آدامز، واشینگتن، ۱۸۷۵، موزه هنر دانشگاه پرینستون
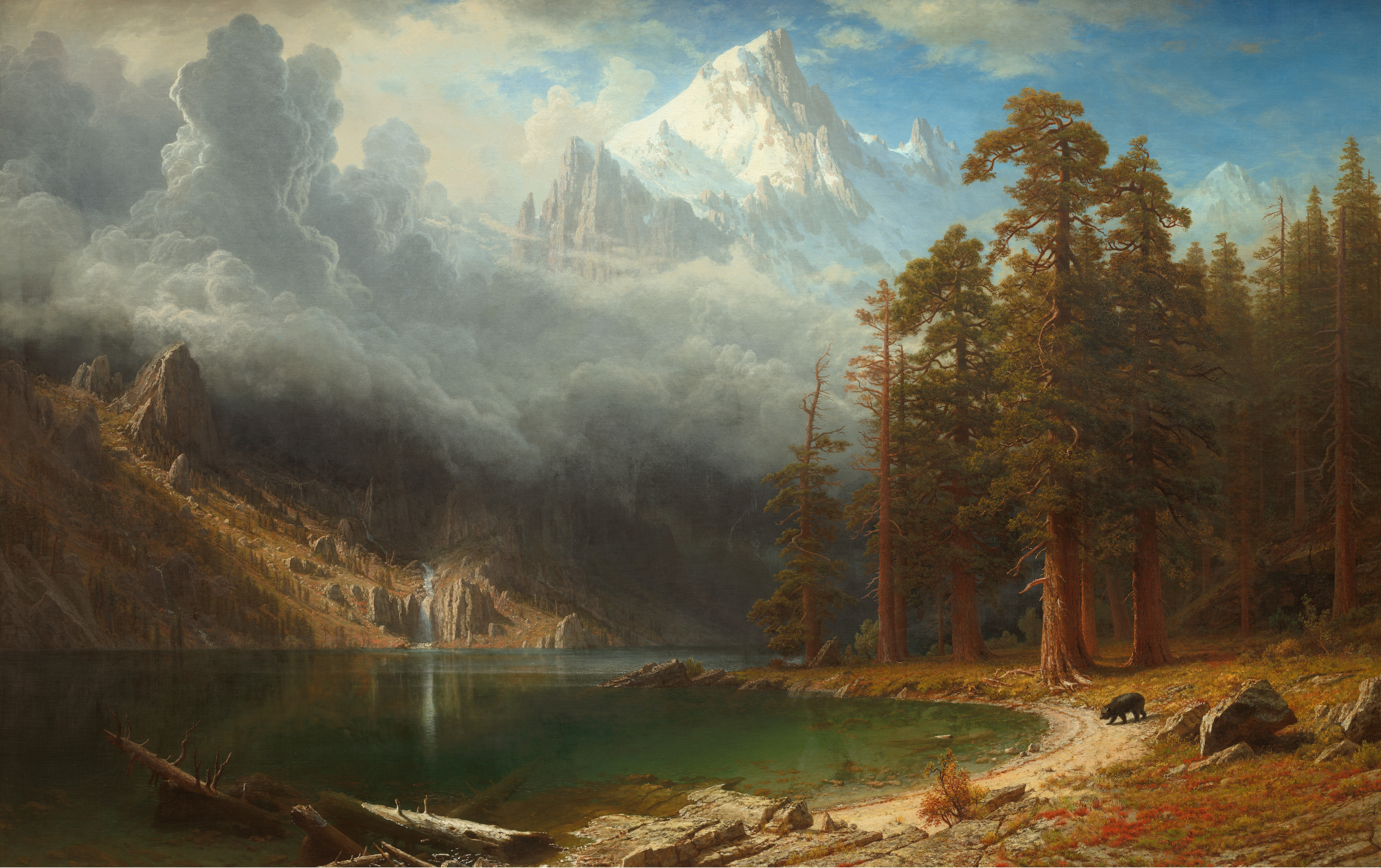
کوه کورکران، حدود ۱۸۷۶-۷۷، گالری هنر کورکران، واشینگتن، دی.سی.
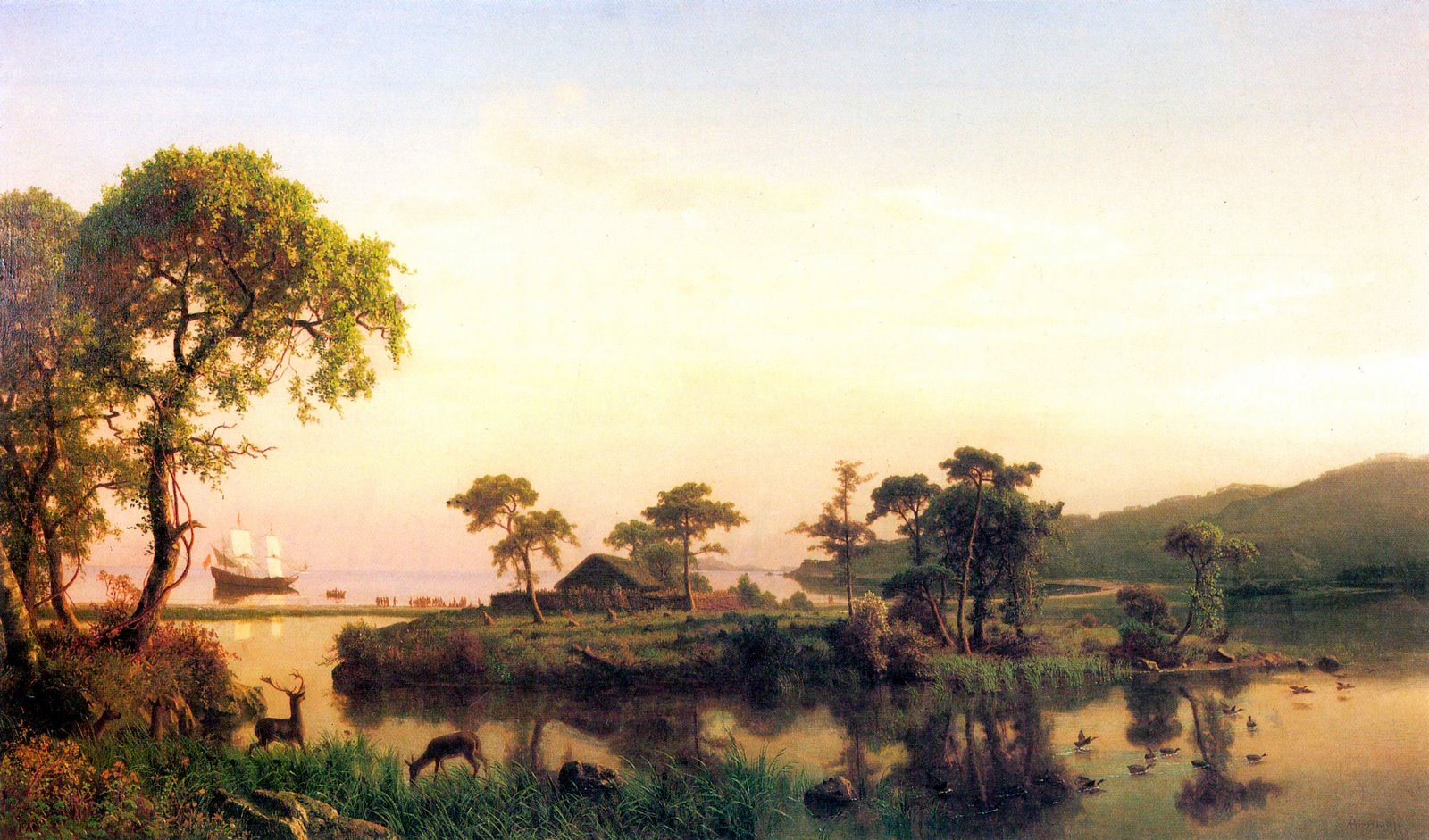
گوسنولد در کاتی هانک (حدود ۱۸۵۸)، موزه نیو بدفورد والینگ، نیوبدفورد، ماساچوست
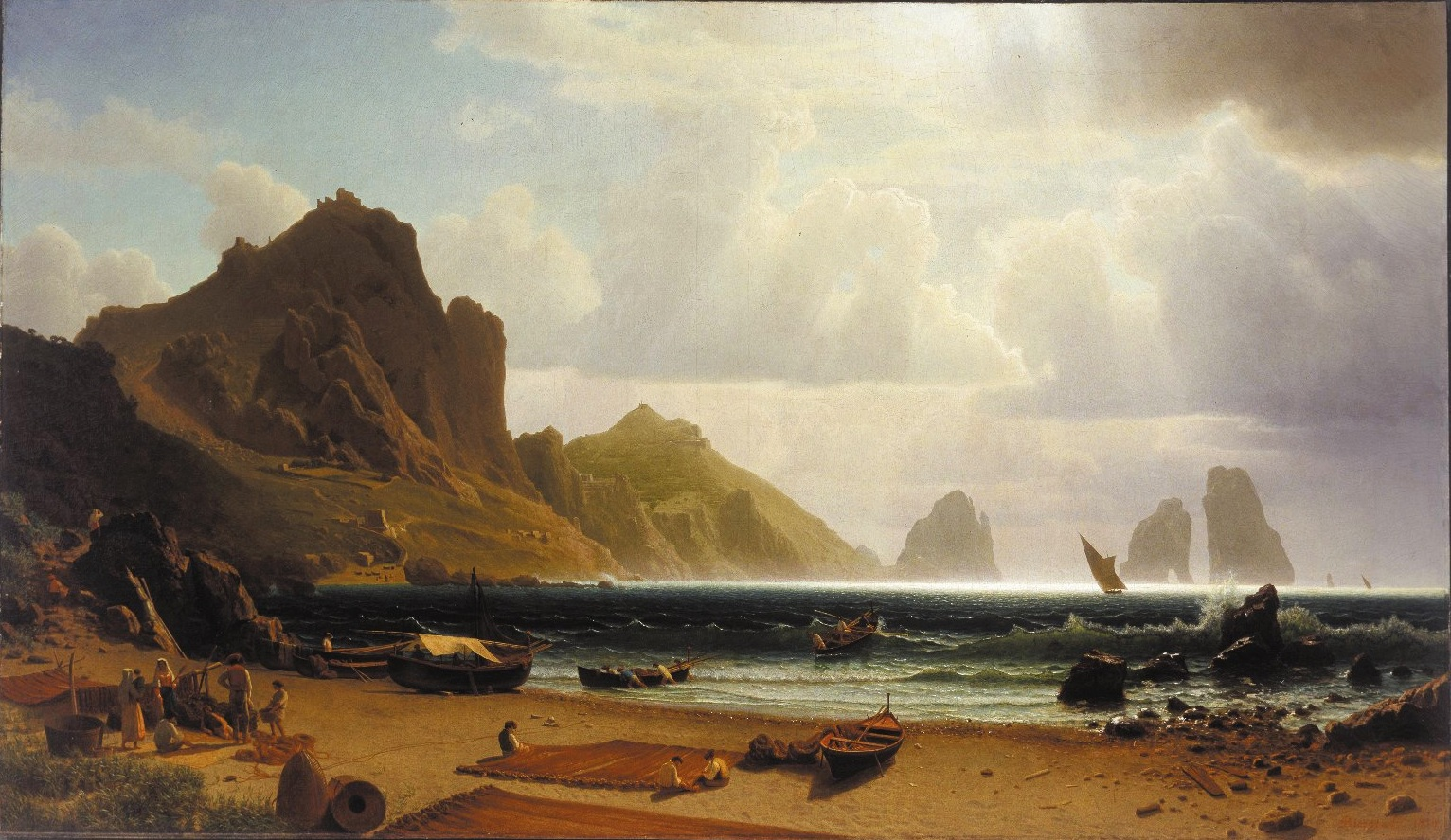
مارینا پیکولا، کاپری (۱۸۵۹)، گالری هنری آلبرایت-ناکس، بافلو، نیویورک
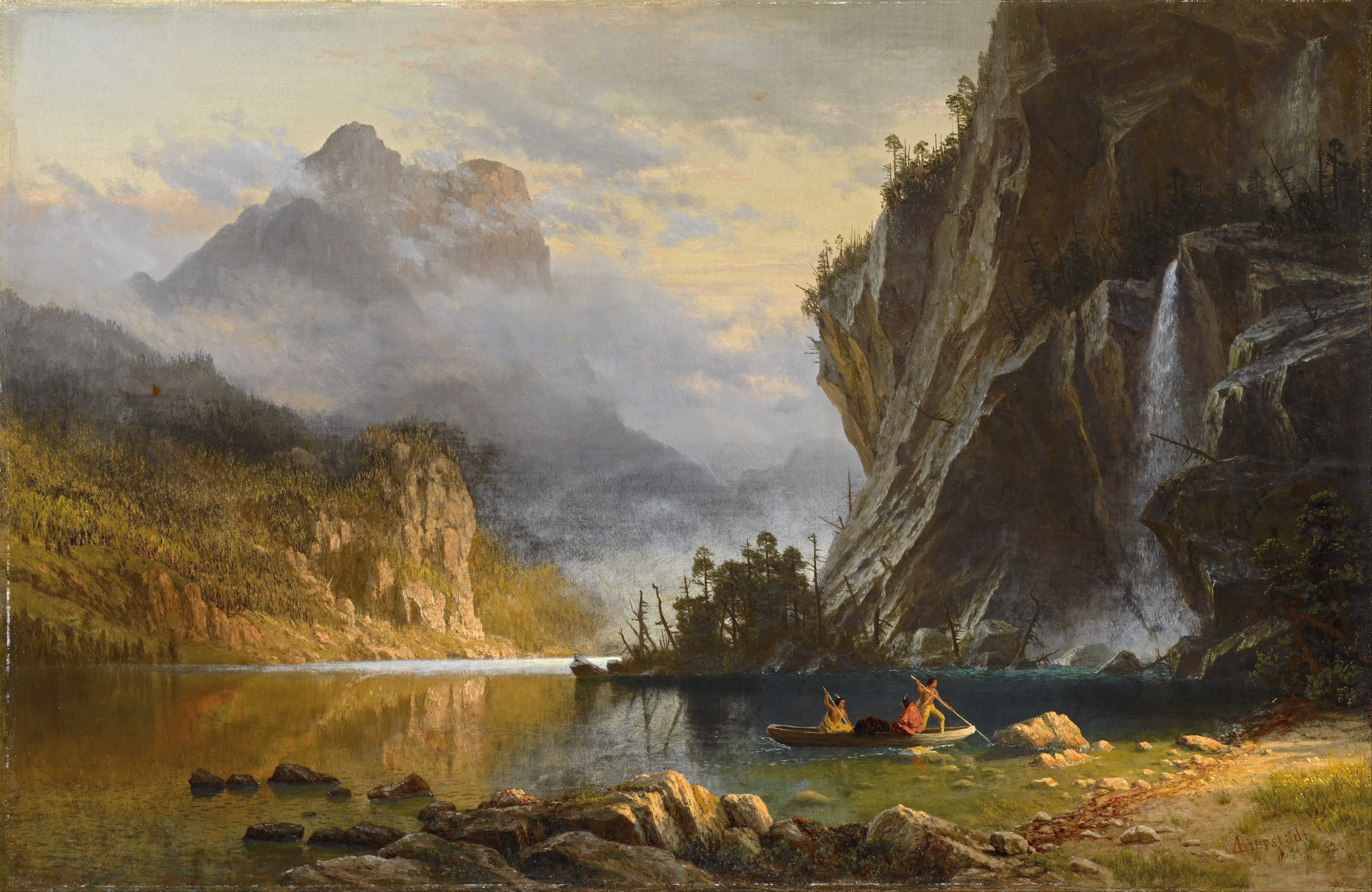
ماهیگیران نیزه دار هندی، ۱۸۶۲
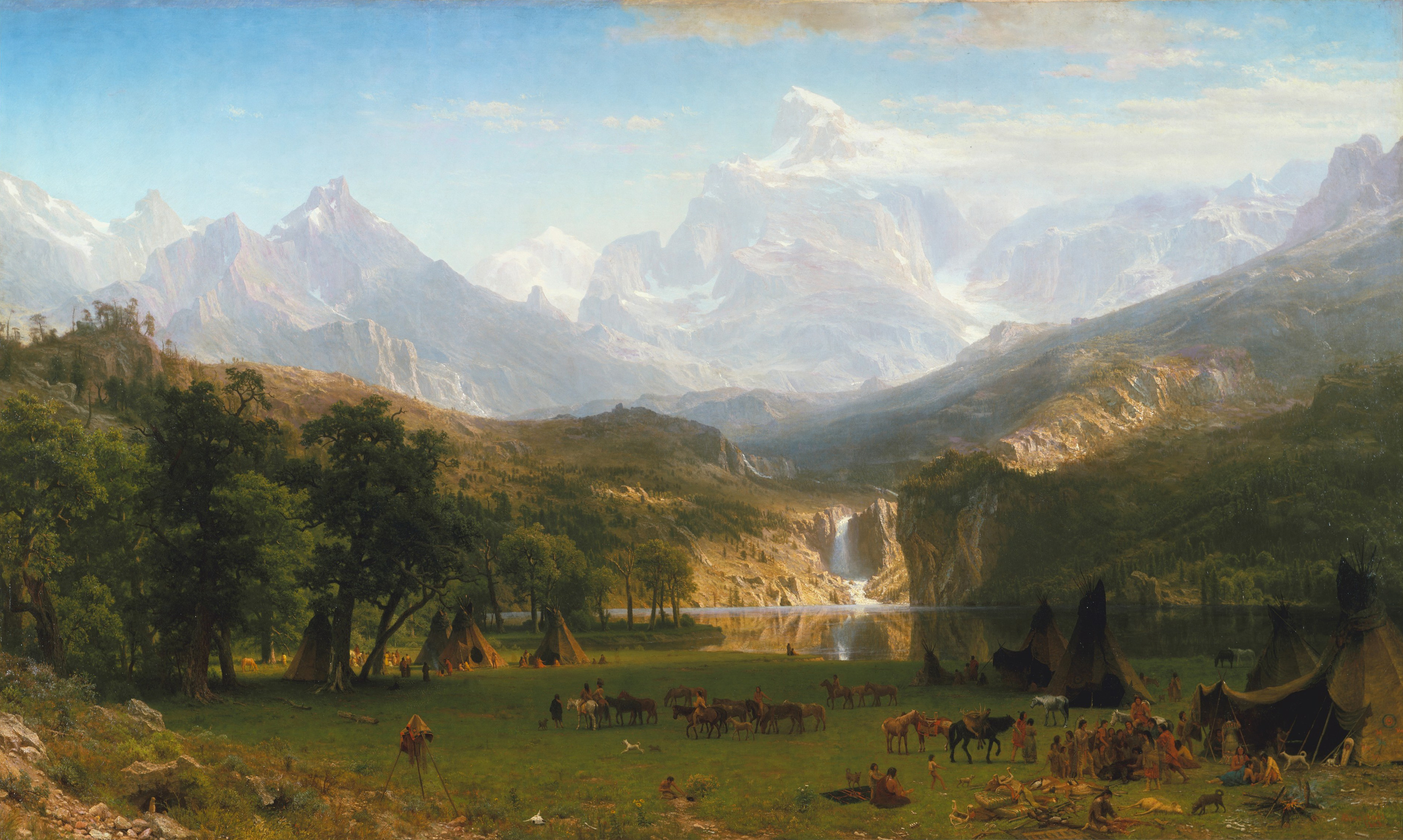
قله لندر کوهستان راکی (۱۸۶۳)، موزه هنر متروپولیتن، نیویورک، ایالت نیویورک
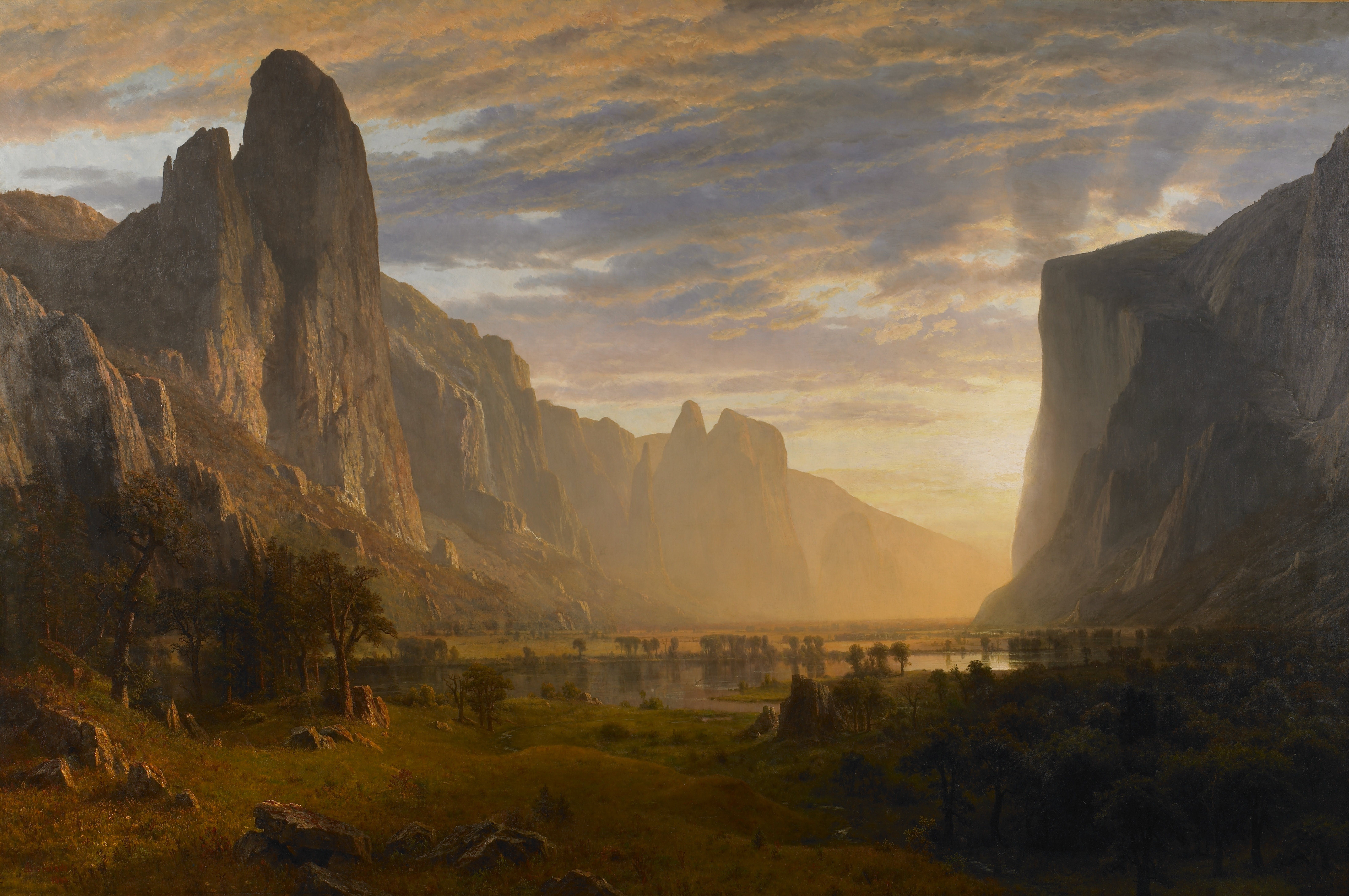
جستجو در دره یوسمیسی (۱۸۶۵)، موزه هنر برمنگم، برمینگم، آلاباما
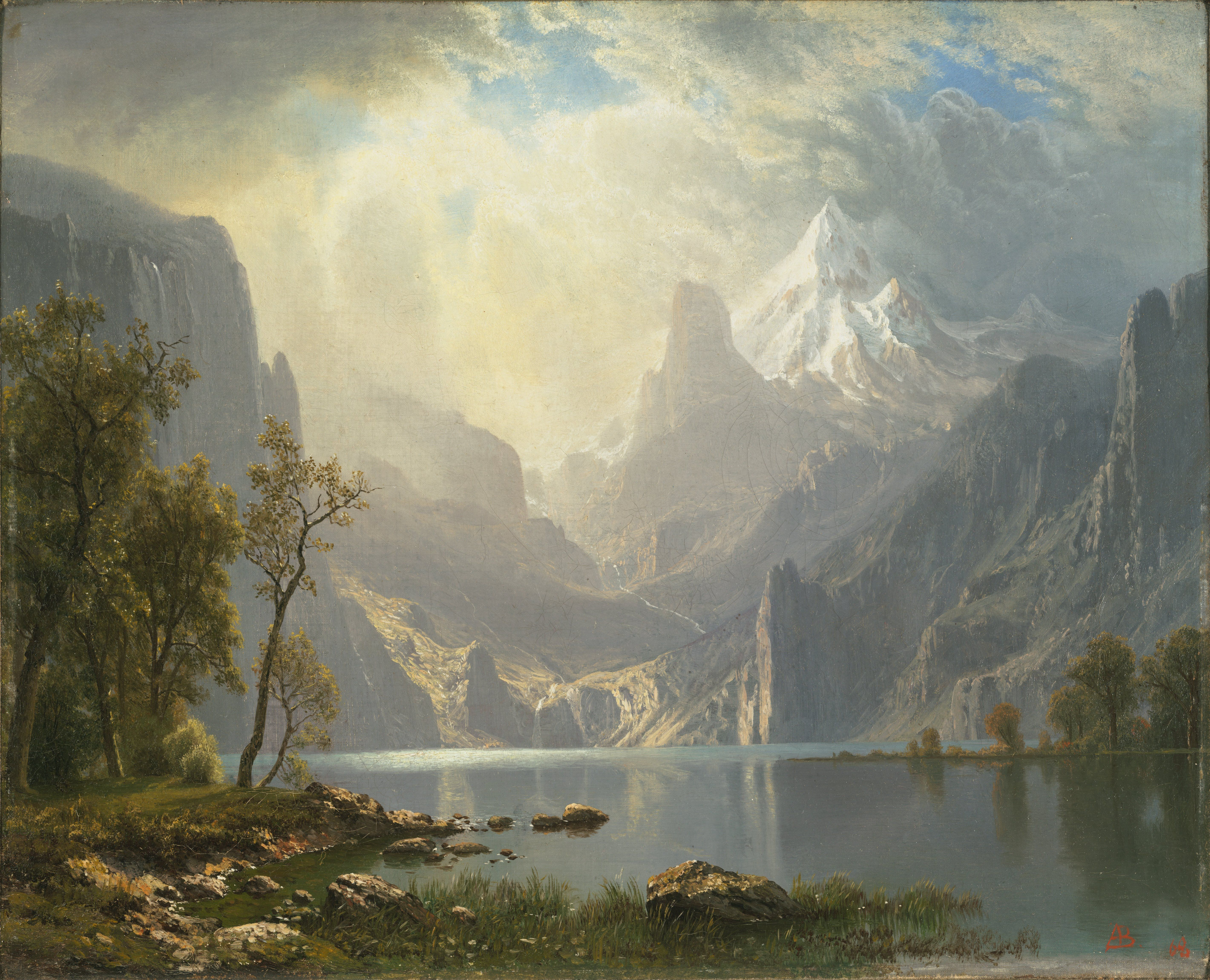
دریاچه تاهو (۱۸۶۸)، موزه هنر فوگ، کمبریج، ماساچوست
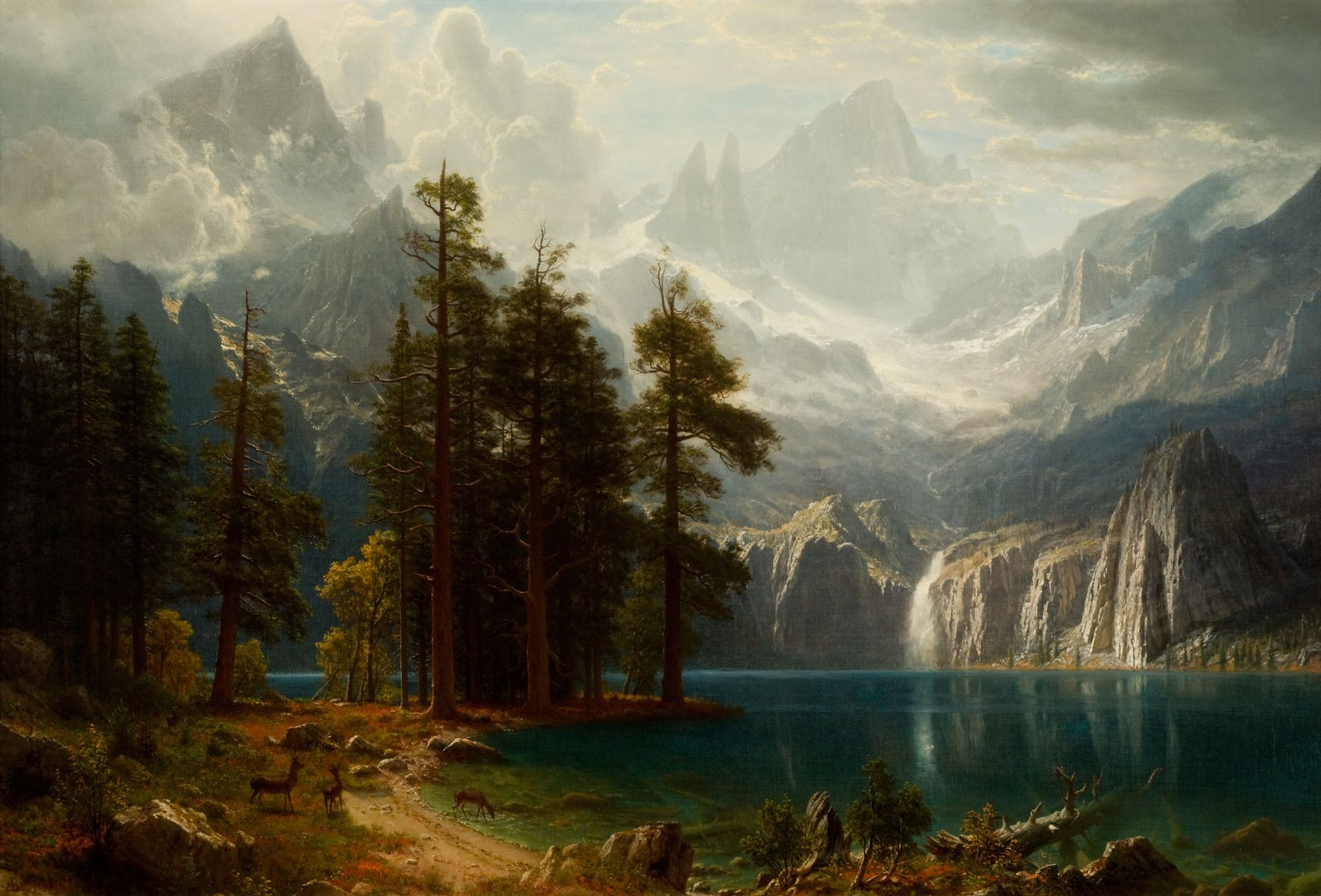
سیرا نوادا (حدود ۱۸۷۳-۱۸۷۱)، موزه هنر آمریکایی رینولدا، وینستون سیلم، کارولینای شمالی.
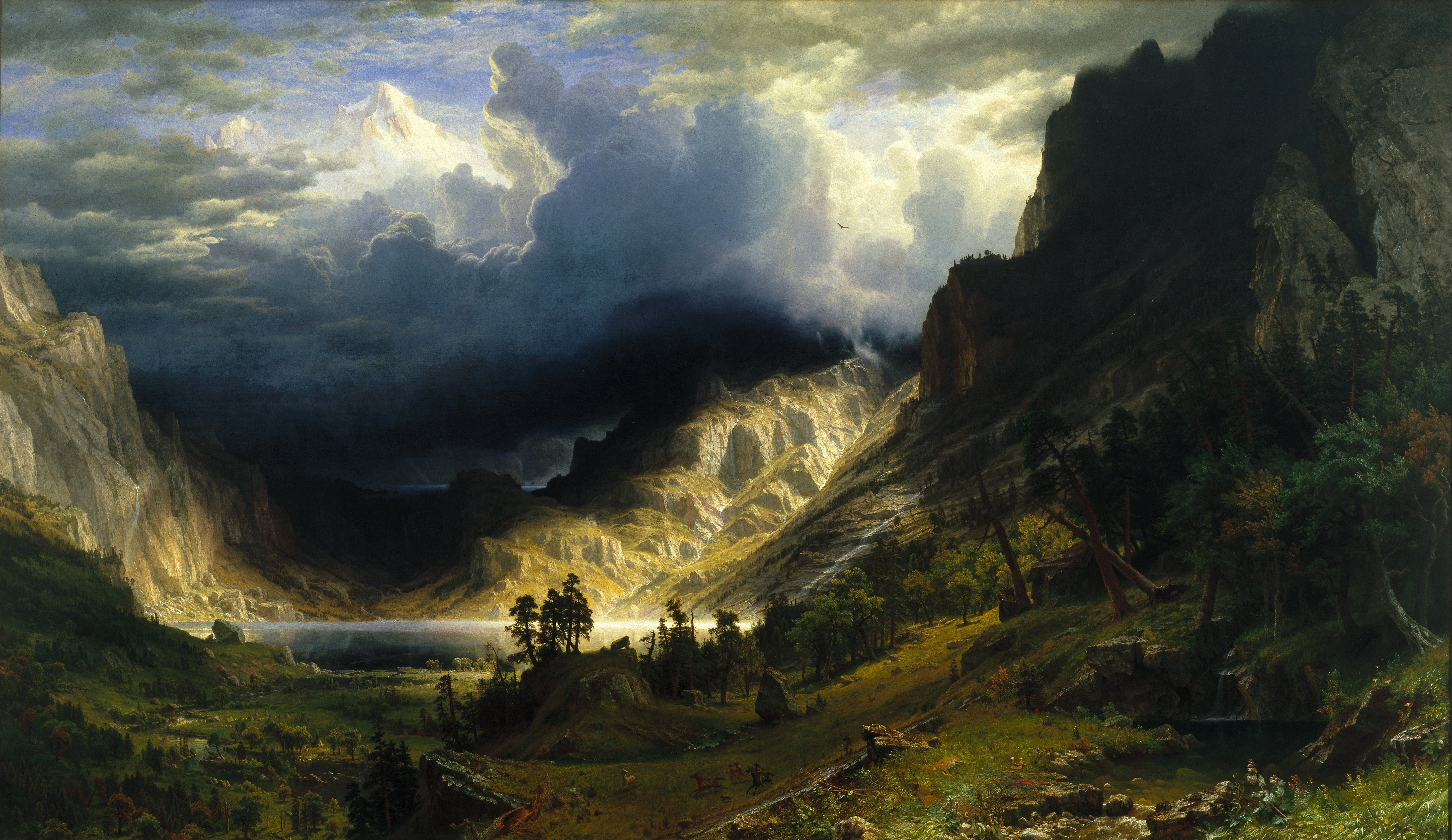
طوفان در کوهستان راکی، کوه روزالی (۱۸۶۶)، موزه بروکلین، نیویورک
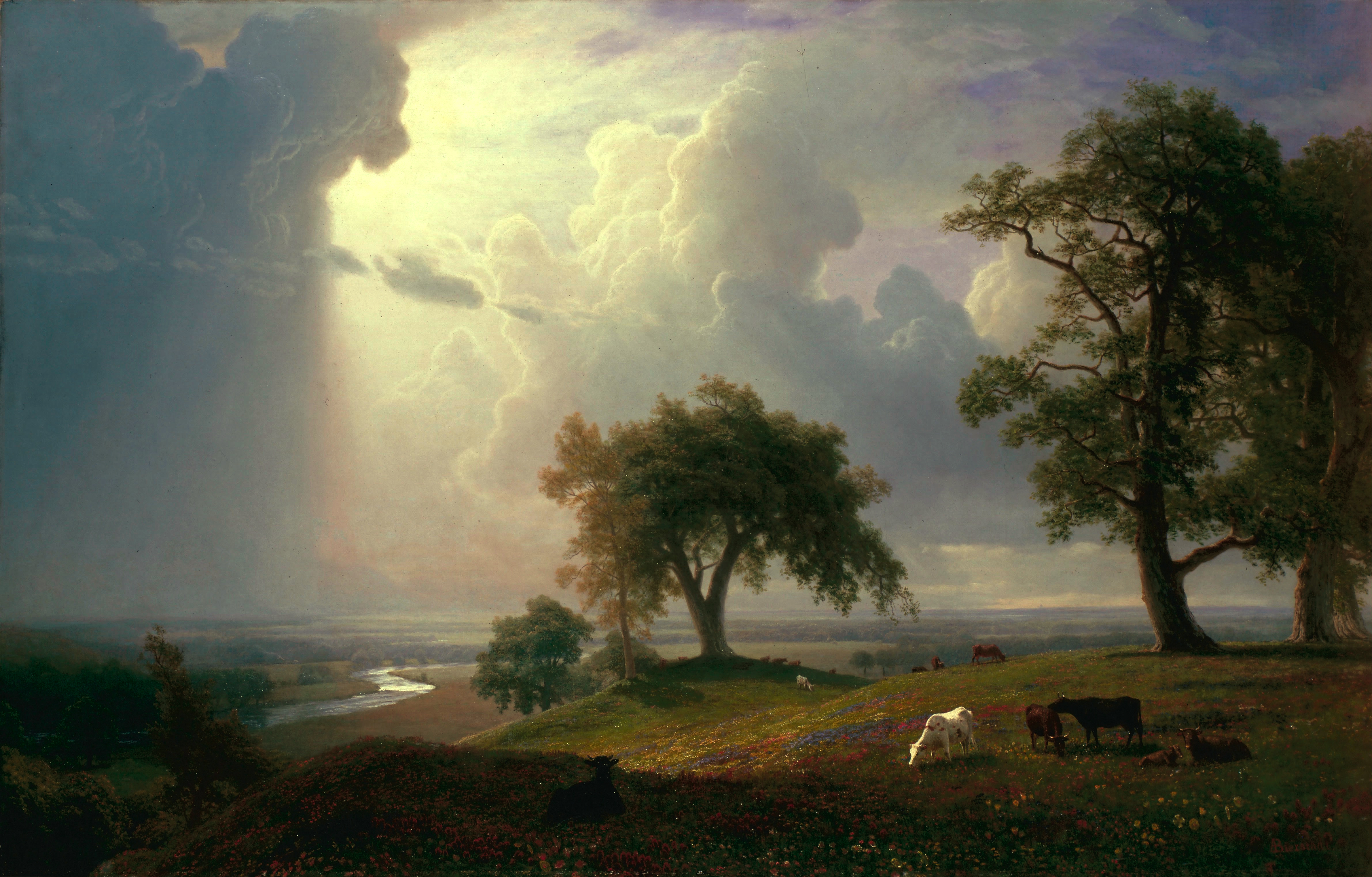
بهار کالیفرنیا، ۱۸۷۵، موزه د یانگ، سان فرانسیسکو، کالیفرنیا
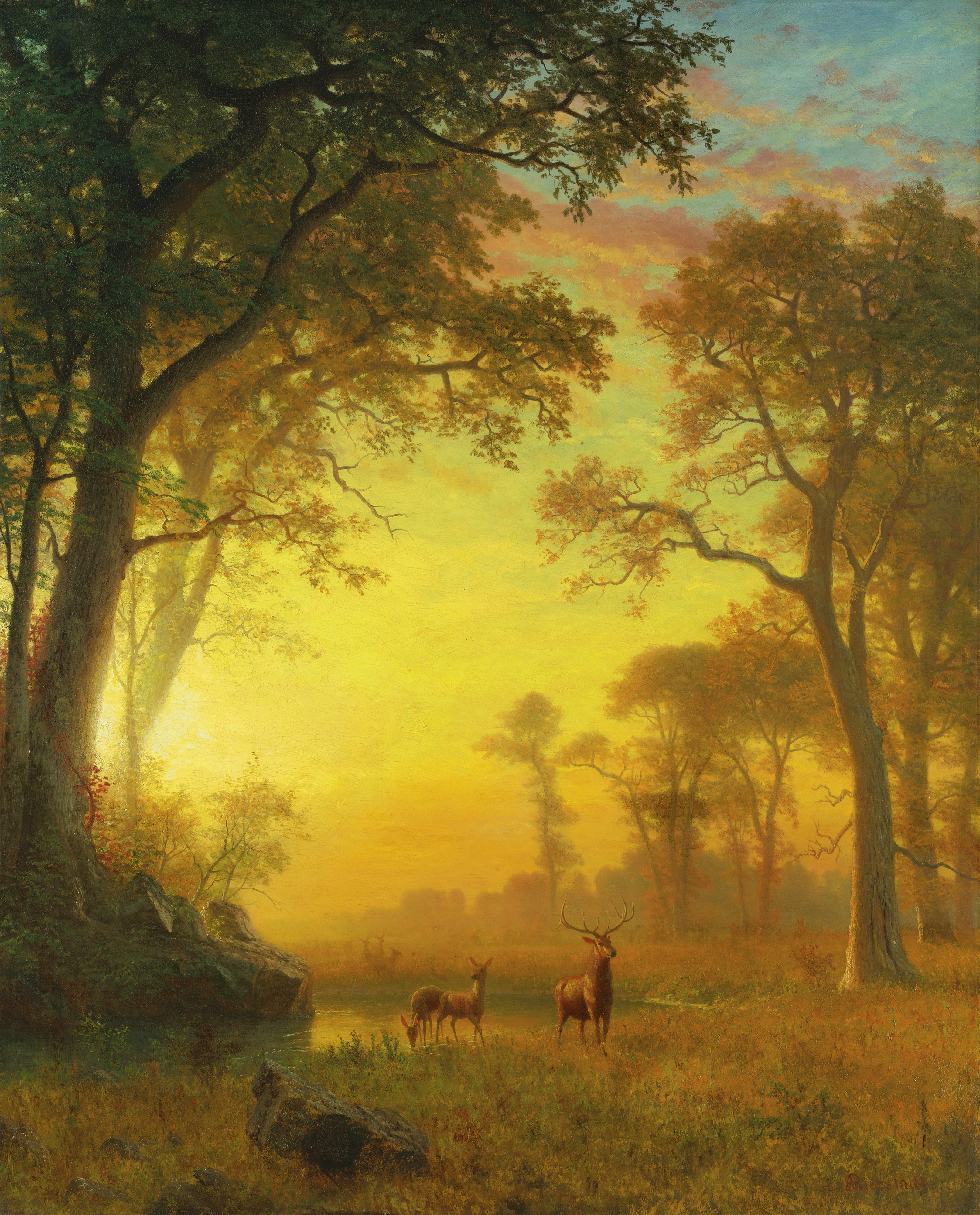
نور در جنگل، تاریخ نامعلوم
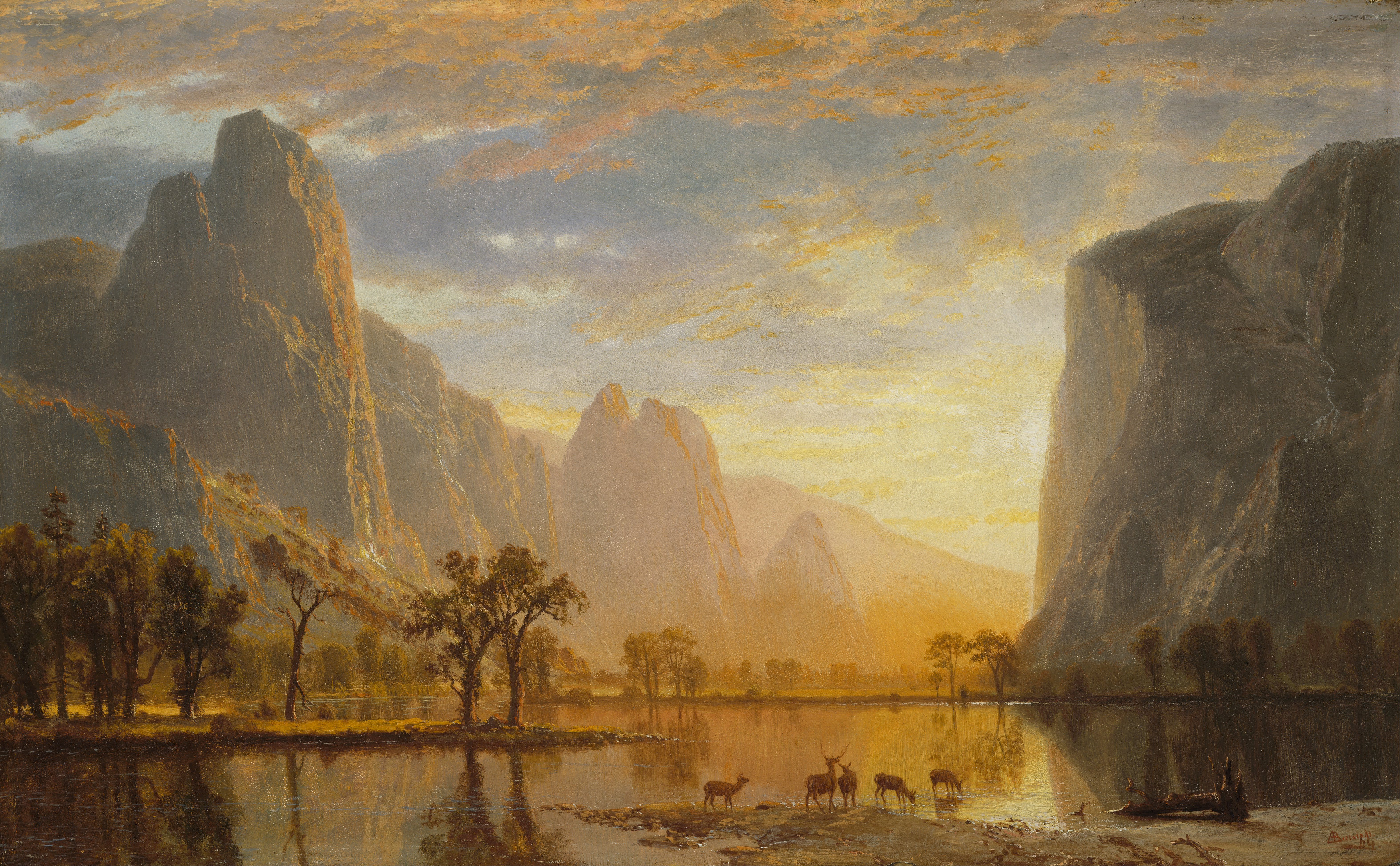
دره یوسمیسی، ۱۸۶۴، موزه هنرهای زیبا، بوستون
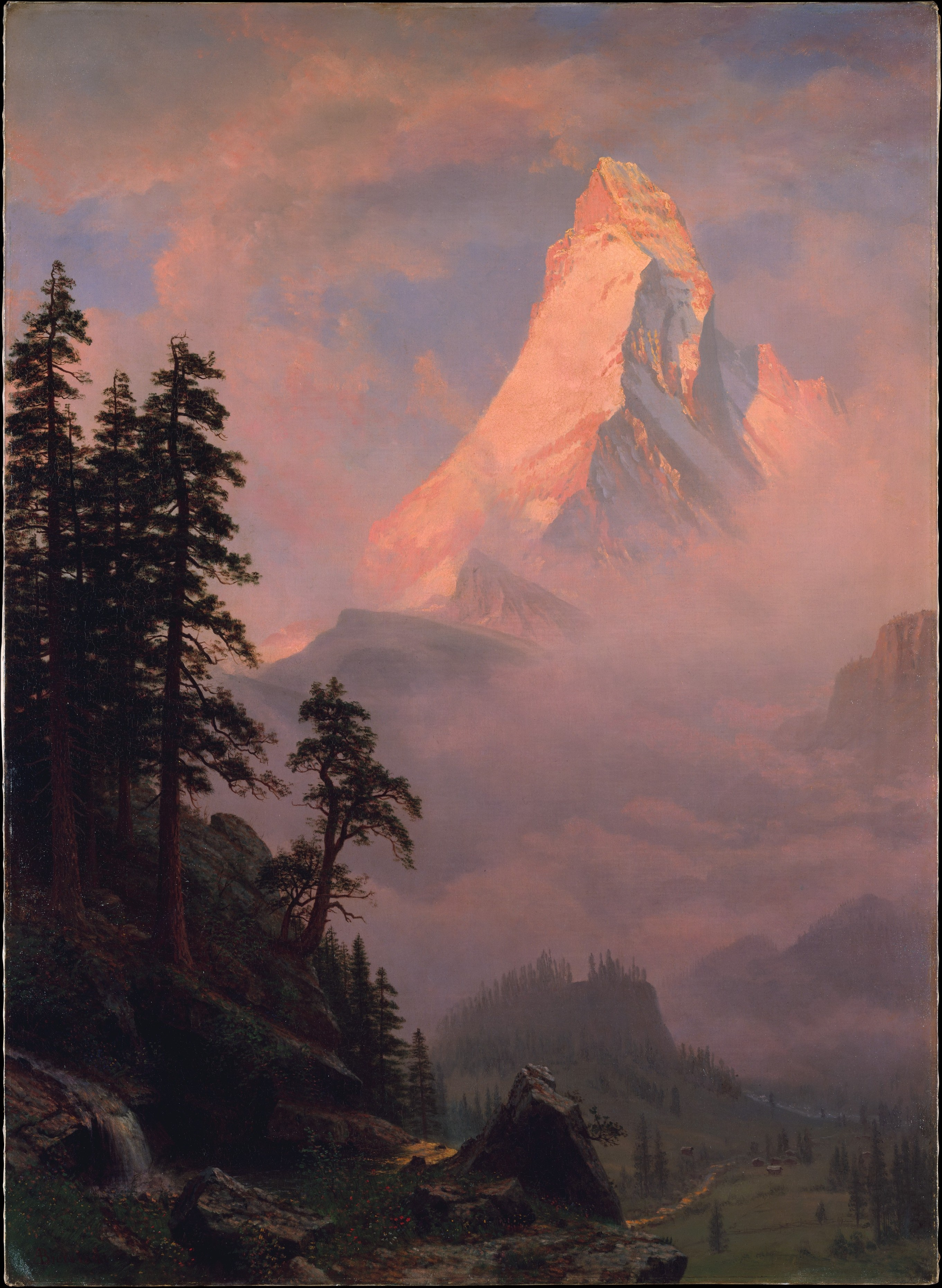
طلوع آفتاب در ماترهورن, موزه هنر متروپولیتن
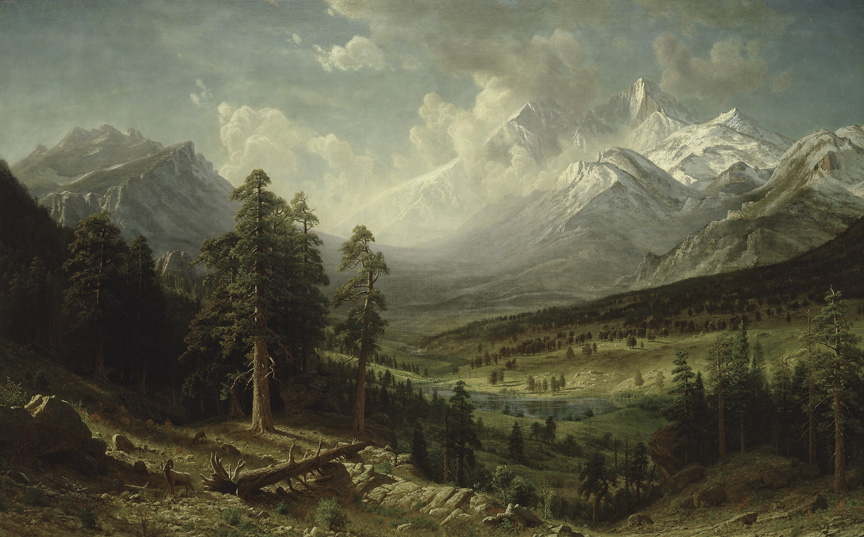
پارک استز، لانگز پیک، ۱۸۷۷، موزه هنر دنور (وام گرفته از کتابخانه عمومی دنور)
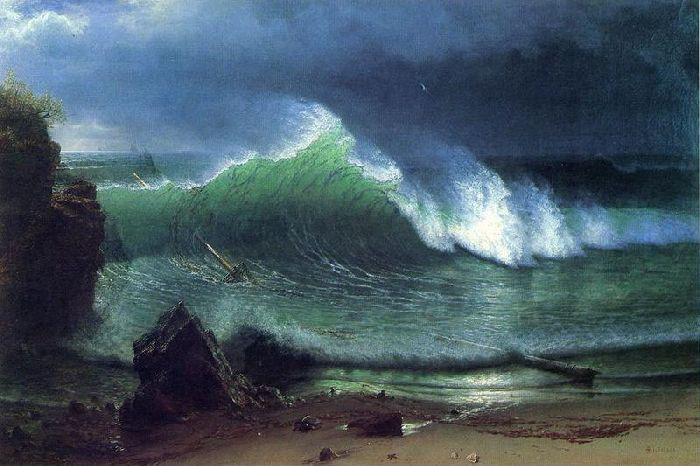
دریای زمرد (یا ساحل دریای فیروزه)، ۱۸۷۸، مجموعه مانوژین، دیترویت، ایالات متحده)